# 伊南德克特佩
伊南德克特佩（İnandıktepe），是位于土耳其坎基里省的一个考古遗址，在安卡拉东北方向约50英里处。1965年，工人们在施工中意外发现了著名的伊南德克花瓶陶片。随后当地政府组织了考古发掘。

## 特点
该遗址总共可以确定有五个文化层。其中大部分可以追溯到赫梯时代。出土的建筑群面积约为2000平方米，覆盖了整个土丘的山脊。由于它在一场大火中被毁，仅有部分内容得以保留。有发掘者认为该建筑是一座神庙。但也有考古学家对此提出质疑，并认为它是一个庄园。
大部分考古发现都是陶瓷制品。其中包括有小器皿、水壶、公牛塑像、神庙模型以及浴缸。此外，还发现了一块带有阿卡德铭文的泥板。该泥板上刻有泰利比努官员的土地馈赠证明，其由塔巴尔纳印章密封；该印章一直使用到阿鲁瓦姆纳王统治时期。相似的遗址发现可追溯到泰利比努的统治时期。因此考古学家主张石碑及其文化层可追溯到公元前16世纪晚期。

## 相关
- 古代近东城市列表（英语：List of cities of the ancient Near East）
- 赫梯王朝

## 延伸阅读
- Özgüz. . Ankara. 1988.
- Balkan. . Ankara. 1973.
- Mielke (2006). İnandıktepe un Sarissa. In: Mielke, Schoop, Seher (ed): Strukturierung und Datierung in der hethitischen Archäologie. Istanbul, pp. 251–276.